# Luigi Albertieri
Luigi Albertieri (Milano, 1860 – New York, 25 agosto 1930) è stato un ballerino e coreografo italiano, attivo come danzatore e coreografo in Inghilterra (1866-1902) e come maestro di ballo negli Stati Uniti alla Chicago Lyric Opera (1910-13) e al Metropolitan Opera House di New York (1913-27).

## Biografia
Nato a Milano, all'età di 10 anni divenne l'allievo favorito di Enrico Cecchetti alla scuola di ballo del Teatro alla Scala di Milano. Cecchetti lo volle al suo fianco alla prima londinese del Ballo Excelsior di Luigi Manzotti.
Dal 1866 al 1902, Albertieri fu primo ballerino all'Empire Ballet di Londra, lavorando negli ultimi anni della sua vita londinese anche come coreografo at Covent Garden (1895-1902).
Albertini debutta nel 1895 al Metropolitan come ballerino. Dal 1910 al 1913 lavora come maestro di ballo alla Chicago Lyric Opera e quindi, dal 1913 al 1927, come insegnante alla Metropolitan Opera Ballet School, dove mise in scena come coreografo molti balletti ed opere. In 1915 aprì anche una sua scuola privata a New York; il giovane Fred Astaire fu uno dei suoi allievi più promettenti. Nel 1923 pubblicò un libro sulla danza, The Art of Terpsichore (New York, 1923).
Albertieri fu conosciuto per i suoi metodi rigorosi sulla linea dell'insegnamento ricevuto da Cecchetti, ma anche per la sua generosità che lo spingeva ad aiutare gli allievi di talento pur privi di mezzi.